# Distinktion (Soziologie)

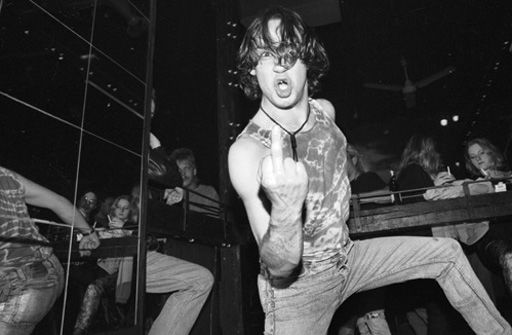
Dimensionen von Distinktion: Kleidung, Habitus und Codes als Alleinstellungs- und Unterscheidungsmerkmale.

Distinktion (von lateinisch distinctio „Unterscheidung“) ist ein in der Soziologie verwendeter Begriff, mit dem eine mehr oder weniger bewusste aktive Abgrenzung von Angehörigen bestimmter sozialer Gruppierungen bezeichnet wird, z. B. Religionsgemeinschaften, Ethnien, Klassen oder auch kleinerer Einheiten wie etwa Jugendkulturen. Voraussetzung ist der Prozess des Othering, bei dem Menschen ihre Gruppenzugehörigkeit durch die Konstruktion des Fremden und seine grundsätzliche Abwertung definieren. Aktive Abgrenzung entsteht, wenn die hervorgehobenen Unterschiede auf verschiedene Art und Weise „verwirklicht“ und manifestiert werden: Durch antagonistische Begriffe (Christen und Heiden, „die“ Ausländer, Adel und Gemeine u. ä.), „Sichtbarmachung“ durch auffällige äußere Erscheinungsformen (Kleidung, Tätowierungen, Bräuche u. ä.), Sprache (Fachsprachen, Slang, Jugendsprache u. ä.), Geschmack (Wohnungsstil, Mode, Statussymbole u. ä.) und vielem mehr. In diesem Sinne ist Distinktion eine Triebfeder und Form des kulturellen Wandels. Es hebt kulturelle Unterschiede hervor und fördert damit Ein- und Ausgrenzung, hierarchische Strukturen und gesellschaftliche Spaltungsprozesse.
Wenn solche Abgrenzungsprozesse in genau entgegengesetzter Weise bei benachbarten Kulturen auftreten und die Unterschiede sich dabei in kollektiver Dynamik zunehmend vergrößern, spricht man nach David Wengrow und David Graeber von Schismogenese.

## Theorien
Aktive Abgrenzung ist ein wesentlicher Mechanismus der soziokulturellen Evolution, der vermutlich bereits diesseits des Tier-Mensch-Übergangsfeldes mit dem Aufkommen des Schmuckes auftrat. Schon der agonale Wetteifer und Zorn des Achill, wenn es in Homers Ilias um eine Trophäe seiner Leistungen geht, ist ein dichterisches Beispiel eines Kampfes um die Distinktion.
Rückgreifend historisch-soziologisch wurden diese Mechanismen erstmals für die Feudalgesellschaft des 16. bis 19. Jahrhunderts untersucht: Norbert Elias beschreibt die Tendenz des Adels zur ständigen Verfeinerung der „Sitten“ als soziale Strategie, sich von dem aufstrebenden und ihn nachahmenden Bürgertum abzugrenzen, und in der Folge als wesentliche Triebfeder der heutigen Ausprägungen menschlicher Selbstdarstellungen und Umgangsformen.
Pierre Bourdieu legt in einem seiner Hauptwerke, Die feinen Unterschiede (Original: La distinction, 1979), eine „Kritik der gesellschaftlichen Urteilskraft“ vor, indem konkrete Ausprägungen von Geschmacksvorlieben (bezogen auf Kunst, Musik, Möbel, Essen, Trinken, Reisen etc.) als Folge des jeweiligen sozialen Status anzusehen sind; wichtigste Triebfeder ist hier wiederum der Wille zur Abgrenzung, zur Distinktion von anderen (z. B. sozial schlechter gestellten) Personen oder Gruppen. Dabei setzen meist die Oberschichten die Standards für die jeweils hoch geschätzten Lebensstile (vgl. auch Standesdünkel).
Rodrigo Jokisch hat mit der Logik der Distinktionen (1996) eine Protologik zu einer universellen Gesellschaftstheorie vorgelegt. Sie baut auf den drei „aktivistischen Kategorien“ von Kommunikation, Entscheidung und Handlung auf, die auf der Grundlage von Sinn operieren und Sinn produzieren. Der Hauptgedanke ist, dass das Aufkommen sozialer Strukturen auf der Transformation von symmetrischen in asymmetrische Formen und umgekehrt basiert.
Oliver Nachtwey beschreibt in Die Abstiegsgesellschaft. Über das Aufbegehren in der regressiven Moderne, dass die politische Entfremdung in der Postdemokratie als Nebenprodukt auch Apathie und soziale Abgrenzung zur Folge habe. Durch die Angst vor dem sozialen Abstieg entstehe ein Bedürfnis „nach sozialdarwinistischer oder xenophobistischer Distinktion“ vor allem in der Mittelschicht. Gerade Pegida und die Alternative für Deutschland seien Ausdruck dieser Gefahr, die durch die neuen Bürgerproteste aufgrund des von sozialer Ungerechtigkeit produzierten demokratischen Klassenkonflikts entstanden ist.